# اوه دال
اوه کریستیان دال، (متولد ۲۹ ژانویه۱۸۶۲ دراورکدال، درگذشت ۱۷ سپتامبر ۱۹۴۰ در اسلو) گیاه‌شناس نروژی بود. وی بیشتر بخاطر مطالعاتش روی گیاهان آونددار شهرت دارد.
اوه دال، پسر مرد بازرگانی بنام هانس پیتر دال (۱۸۱۳–۱۸۶۷) و زنی بنام کریستین شروینگ بچ (۱۸۳۴–۱۹۱۰) بود. پس از فارغ‌التحصیلی از مدرسه کلیسای جامع تروندهایم در سال ۱۸۸۰، وی در کریستینیا در دانشگاه سلطنتی فردریک در رشته فلسفه، ادامه تحصیل داده و در سال ۱۸۸۶ بعد از موفقیت در امتحانات پایانی، فارغ‌التحصیل شد.
اوه دال، که در کلاسهای درس پروفسور آکسل بلیت، شرکت داشت، طبق سفارش پروفسور، در زادگاه خود ماند و از سال ۱۸۹۰ تا ۱۸۹۲ یادداشت‌های دستی جان ارنست گونروس را در بایگانی انجمن سلطنتی علوم نروژ مرتب کرد.

## دوستان قدرشناس

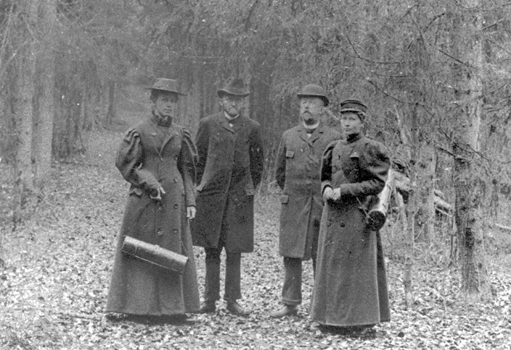
اوه دال، همراه دوستان در گردشی برای جمع‌آوری قارچ در بروم، نروژ، ۲۴ اکتبر ۱۸۹۷ میلادی

اوه دال از سال ۱۸۹۳ تا ۱۹۱۸ مشغول کار در موزه گیاه‌شناسی اسلو بود. در حدود این زمان بود که اوه دال، در اثر آشفتگی روانی، دست از کار کشید و باقی عمر را در محله‌ای در اسلو سپری کرد. اما دوستان او توانستند برنامه‌های مطالعاتی اوه در موزه گیاه‌شناسی اسلو را به انجام رسانده و اثری بزرگ به وجود آورند. در سال ۱۹۳۲، رولف نوردهاگن، گیاه‌شناس نامدار نروژی، با دادن نام «دالیانوم» به گیاهی به نام خشخاش اسوالبارد که احتمالاً از دوران پیش از یخبندان آخر باقی مانده و هنوز در استان فینمارک رشد می‌کند از اوه دال که سال‌ها در این منطقه به نقشه‌برداری و یادداشت نگاری مشغول بوده؛ قدردانی کرده‌است. اوه دال از خود ده‌ها هزار برگ یادداشت باقی گذاشته‌است.